# Олимпийский стадион (Пхёнчхан)
Олимпийский стадион Пхёнчхан — временный стадион в Южной Корее. Построен в 2017 году только для проведения церемонии открытия и закрытия зимних Олимпийских игр и зимних Паралимпийских игр в Южной Корее. Расположен в городе Тэгваллён-мён, в двух километрах севернее горнолыжного курорта Альпензия.
Стадион семиэтажный (плюс один подземный уровень), имеет форму пятиугольника и вмещает 35 тысяч зрителей. После окончания Олимпийских и Паралимпийских игр стадион будет снесен, а на его месте будут расположены музей и другие развлекательные объекты.